# Panophtalmie
La panophtalmie est un terme médical désignant une anomalie au niveau de l'œil : on parle de panophtalmie quand on souffre d'une infection partielle ou totale du globe oculaire.
On peut d'ailleurs considérer cela comme une inflammation s'accompagnant de pus (infection majeure) qui envahit le globe oculaire dans sa totalité. Généralement la panophtalmie évolue vers la perforation et l'atrophie (diminution du volume) de l'œil.